# باتريك فاريل
باتريك فاريل هو مبارز بالسيف كندي، ولد في 1892 في بلفاست في المملكة المتحدة، وتوفي في 1969.

## وصلات خارجية
- باتريك فاريل على موقع أوليمبيديا (الإنجليزية)